# Чемпионат мира по альпинизму (EAMA)
Чемпионат мира по спортивному альпинизму — ежегодное соревнование, проводимое Евроазиатской ассоциацией альпинизма и скалолазания.
Соревнования проводятся в различных классах восхождений: в высотном классе, в техническом и в скальном классах.
Чемпионат мира по альпинизму в скальном классе проводится также при поддержке Федерации альпинизма и скалолазания Украины и Министерства образования и науки, молодежи и спорта Украины.

## История
С 1949 года по 1991 в СССР ежегодно проводились соревнования по альпинизму в разных классах. В них участвовали не только советские команды, но и спортсмены из других стран. С 1965 года в СССР существовало четыре основных класса:
- Класс технически сложных восхождений
- Класс траверсов
- Класс высотных восхождений
- Класс высотно-технический

В СССР альпинизм являлся популярным видом спорта, получавшим государственную поддержку.
С распадом СССР и с обретением советскими республиками независимости альпинизм стал развиваться локально, преимущественно в России, на Украине, в Белоруссии, Казахстане и Азербайджане. Соревнования проводились на национальных уровнях и редко достигали больших масштабов.
Лишь с 2012 года альпинистские организации стран СНГ начали вновь проводить международные соревнования по альпинизму. Главным инициатором международного чемпионата выступила Евроазиатская ассоциация альпинизма и скалолазания во главе с её Президентом Эдуардом Мысловским

## Чемпионат мира по альпинизму в высотном классе
Первый Чемпионат мира по альпинизму в высотном классе прошёл в 2012 году. Соревнования в этом классе проходят заочно: они не имеют одного четкого места проведения и четкой даты, а проводятся на протяжении целого года. Судейская коллегия решает вопрос о присуждении баллов на основе восхождений, которые совершили команды-участники на протяжении всего года. Заседание коллегии проводится в городе Алматы
Главное условие соревнований предполагает восхождение команды на гору, высотой от 6000 метров.

### Результаты чемпионата мира в высотном классе
| Год  | Золото | Серебро | Бронза |
| 2012 | Команда Федерации альпинизма Казахстана, за восхождение 12-20 августа на вершину Хан-Тенгри, по центру Северной стены. Категория 6Б | Команда Федерации альпинизма и скалолазания Украины, за восхождение 11-16 августа на вершину Хан-Тенгри, по юго-западному склону и левой стороне юго-западного ребра. Категория 5Б | Команда Федерации альпинизма России, за восхождение 31 августа — 2 сентября на пик Ленина, по юго-западному ребру западного гребня. Категория 5А, первопрохождение |

## Чемпионат мира по альпинизму в техническом классе
Первый Чемпионат мира по альпинизму в техническом классе прошёл в 2012 году в Таджикистане на массиве Замин-Карор. В нём участвовали команды из России, с Украины, из Белоруссии, Узбекистана, Таджикистана, Азербайджана, Киргизии, Казахстана, Хорватии и Латвии.
Чемпионат проводится в районе горных вершин (от 4000 до 6000 метров).

## Чемпионат мира по альпинизму в скальном классе
В 2012 году Чемпионат мира по альпинизму в скальном классе также прошёл впервые. В нём приняли участие 5 стран.
В 2013 году заявки на участие в соревнованиях подали 13 стран, но из-за технических и финансовых трудностей до места проведения чемпионата добрались не все команды. Таким образом чемпионат проводился с участием 9 стран — России, Украины, Белоруссии, Казахстана, Молдовы, Литвы, Латвии, Болгарии и Испании, которую представляли альпинисты двух автономий — Каталонии и Басконии. Заявки также подавали команды из Монголии, Киргизии и Узбекистана.
Всего в соревнованиях участвовала 21 команда — 7 женских и 14 мужских. Россия и Украина были представлены несколькими женскими и мужскими альпинистскими связками.

### Результаты Чемпионата мира в скальном классе

#### Мужские связки
| Год  | Место проведения                            | Золото                                                       | Серебро                                                | Бронза                                                  |
| 2012 | Крым (Ласпи)                                | Команда «Украина-2» (Александр Заколодный и Анатолий Оченаш) | Команда «Украина-1» (Евгений Полтавец и Евгений Тимко) | Команда «Республика Молдова» (Михаил и Руслан Щербатюк) |
| 2013 | Крым, Береговое (Ялтинский городской совет) | Команда «Украина-1» (Александр Заколодный и Анатолий Оченаш) | Команда «Россия-2» (Игорь Логинов и Александр Жигалов) | Команда «Россия-1» (Павел Власенко и Виктор Цыганков)   |

#### Женские связки
| Год  | Место проведения                            | Золото                                                    | Серебро                                                     | Бронза                                              |
| 2012 | Крым (Ласпи)                                | Команда «Россия-5» (Алена Андреева и Юлия Терентьева)     | Команда «Россия-4» (Ирина Бакалейникова и Полина Галацевич) | Команда «Украина-4» (Оксана Ревчук и Анна Ясинская) |
| 2013 | Крым, Береговое (Ялтинский городской совет) | Команда «Россия-1» (Ирина Бакалейникова и Алена Андреева) | Команда «Россия-2» (Мария Смеловская и Галина Кухарева)     | Команда «Украина-1» (Оксана Ревчук и Анна Ясинская) |

## Галерея

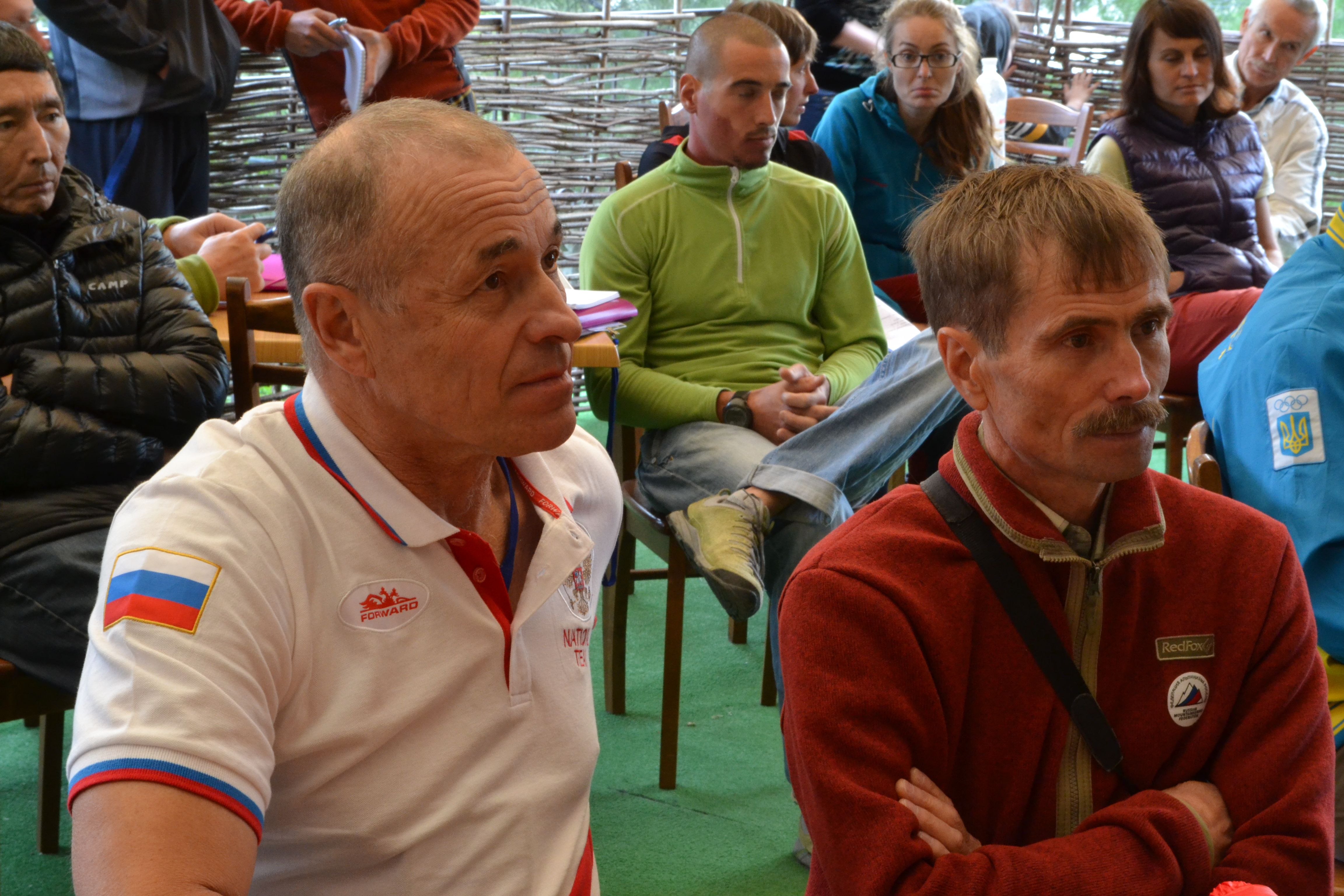
Николай Захаров и Валерий Балезин на организационном обсуждении чемпионата
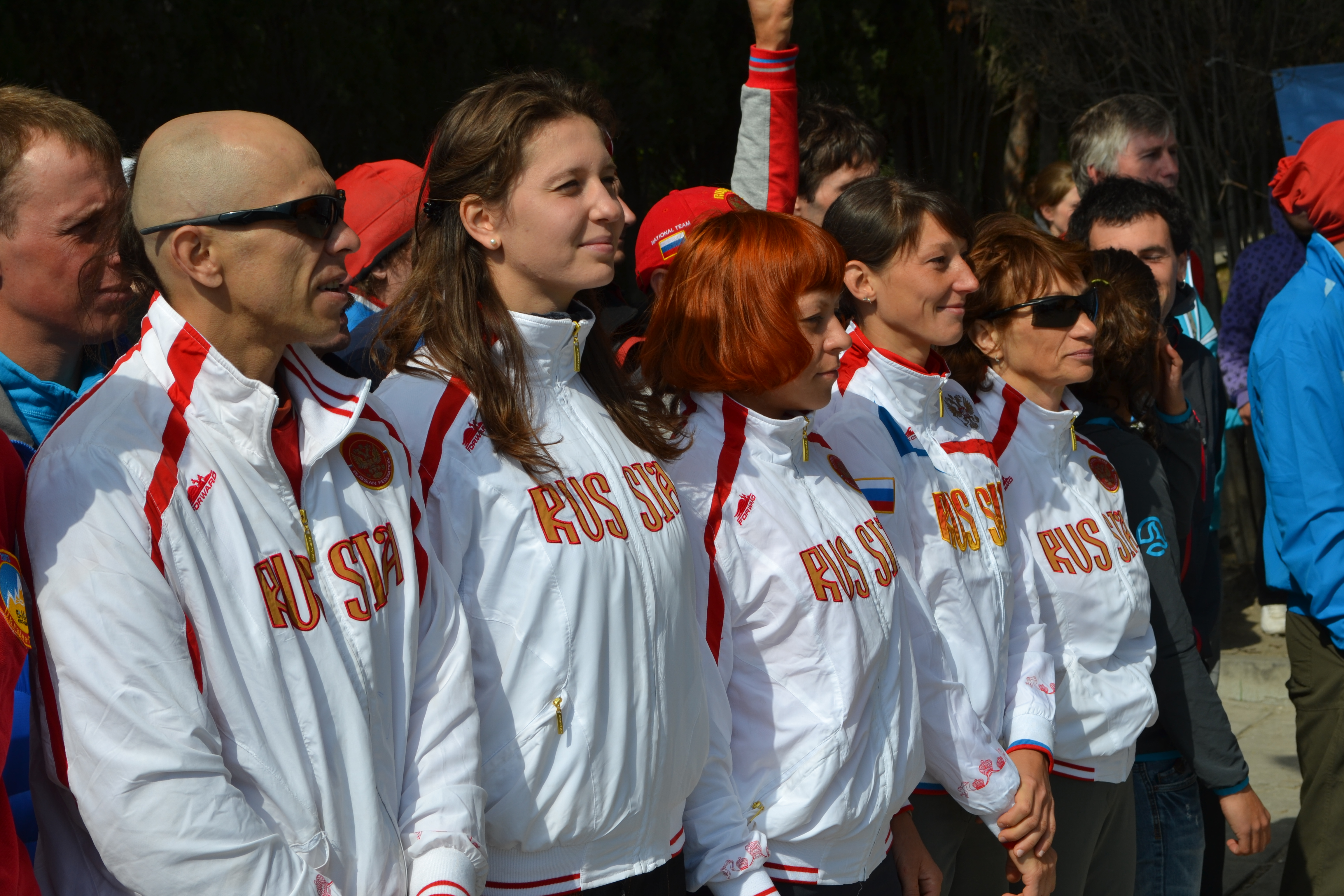
Сборная России по альпинизму
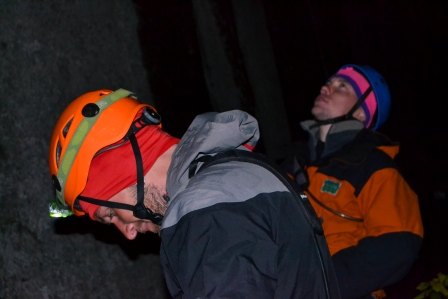
Команда из Казахстана перед восхождением
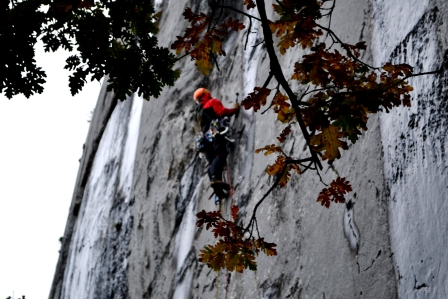
Альпинисты на скале
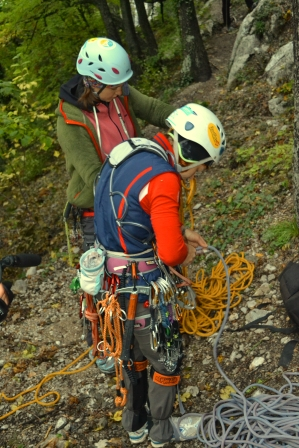
Альпинистки из России проверяют снаряжение